# Liste von Tubakonzerten
Diese Liste bietet eine Auswahl bekannter Tubakonzerte.

## Moderne
- Kalevi Aho (* 1949): Concerto für Tuba und Orchester (2000)
- Alexander Arutjunjan (1920–2012): Concerto für Tuba und Orchester (1992)
- Øystein Baadsvik (* 1966): Concerto for Tuba (2009)
- Harrison Birtwistle (1934–2022): The Cry of Anubis (1994)
- Jörg Duda (* 1968):
  - Konzert Nr. 1 für Tuba und Orchester, op. 67/1 (2009)
  - Konzert Nr. 2 für Tuba und Orchester, op. 67/2
  - Matkalla für Tuba und Orchester, op. 82/1
- Andrei Jakowlewitsch Eschpai (1925–2015): Tubakonzert (2001)
- Felix Falkner (* 1964): Musik für Tuba und Orchester (2004)
- Rob Goorhuis (* 1948): Concert for Tuba and Fanfareband
- Edward Gregson (* 1945): Tube Concerto (1978)
- Dalibor Grubačević (* 1975): Concerto for Tuba & Orchestra (2021)
- Jonathan Harvey (1939–2012): Lightness and Weight (1987)
- Jennifer Higdon (* 1962): Tuba Concerto (2017)
- Vagn Holmboe (1909–1996): Tuba Concerto, op. 127 (1976)
- Robert Jager (* 1939): Concerto for Bass Tuba and Concert Band
- Christian Lindberg (* 1958): Panda in Love. Konzert für Tuba und Orchester
- Helmut Lachenmann (* 1935), Harmonica, Musik für großes Orchester mit Tuba (1981/83)
- Torbjörn Iwan Lundquist (1920–2000): Landscape für Tuba, Streicher und Klavier (1978)
- Juraj Pospíšil (1931–2007): Konzert für Tuba und Orchester, op. 79
- Jan Sandström (* 1954): Lemon House, Tubakonzert (2002)
- Gunther Schuller (1925–2015): 
  - Capriccio for Tuba and Orchestra (1960)
  - Concerto for Tuba and Orchestra No. 2 (2008)
- L. Subramaniam (* 1947): Konzert für indische Violine und Tuba
- Ralph Vaughan Williams (1872–1958): Concerto in f-Moll für Basstuba und Orchester (1954)
- John Williams (* 1932): Concerto for Tuba and Orchestra (1985)
- Charles Wuorinen: 
  - Chamber Concerto for Tuba with 12 Winds and 12 Drums (1970)
  - Prelude to Kullervo. Konzert für Tuba und Orchester (1985)